# Stavba dřeva
Stavba či struktura dřeva jakožto zdřevnatělé rostlinné tkáně stromů, keřů a dalších dřevin je poměrně složitá. Tvoří ji vlákna celulózy s velkou pevností v tahu a výplně z ligninu, který má velkou pevnost v tlaku. Dřevo vzniká pozvolným růstem, který se za života stromu nebo dřeviny děje po celém povrchu kmene i větví, a struktura dřeva nese stopy tohoto pozvolného růstu. Dřevo je tvořeno buňkami různé velikosti, tvaru a funkce a u mladého stromu se také diferencuje do různých tkání, které jsou v kmeni a větvích charakteristickým způsobem rozloženy.
Studium struktury dřeva se děje na dvou úrovních:
- makroskopické, která vystačí s pozorováním prostým okem, případně lupou, a
- mikroskopické, která si všímá jemnějších struktur a užívá různé druhy mikroskopů.

V následujícím nejprve popíšeme typickou skladbu dřeva, i když u jednotlivých rodů a druhů dřevin mohou některé druhy tkání chybět, mít odlišnou podobu atd.

## Makroskopická stavba dřeva

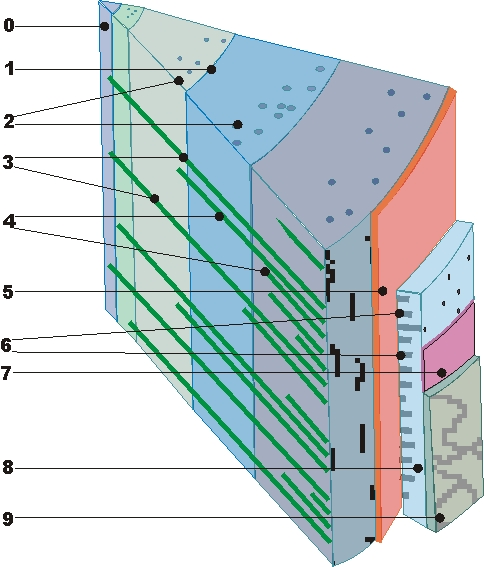
Příčný řez kmenem: dřeň (0); hranice letokruhu (1); pryskyřičné kanálky (2); primární (3) a sekundární (4) dřeňové paprsky; kambium (5); paprsky lýka (6); felogén (7); lýko (8); borka (9).

Makroskopickou stavbou dřeva se rozumí ty znaky, které lze na dřevě pozorovat pouhým okem.
Znaky makroskopické stavby dřeva jsou:
- letokruhy
- dřeňové paprsky
- cévy
- pryskyřičné kanálky
- dřeňové skvrny
- barva (jádro a běl)
- lesk
- vůně
- hustota a tvrdost aj.

Protože vzniká růstem, je dřevo výrazně nehomogenní a anizotropické (tj. s různými mechanickými vlastnostmi v různých směrech), takže se musí studovat na různých řezech.

### Základní řezy dřevem
Rozlišují se tři základní řezy dřevem (radiální a tangenciální řez jsou řezy podélné):
- příčný (také transverzální, čelní) – řez vedený rovinou kolmou na podélnou osu kmene
- radiální (také poloměrový) – řez vedený rovinou rovnoběžnou s podélnou osou kmene, která touto osou prochází
- tangenciální – řez vedený rovinou rovnoběžnou s podélnou osou kmene, která touto osou neprochází.

Šikmý řez je vedený libovolnou rovinou, která neodpovídá žádnému základnímu řezu.

### Vrstvy dřeva
Na příčném řezu typickým kmenem lze rozlišit následující vrstvy (od osy k povrchu, viz sousední obrázek s čísly):
- dřeň 0
- jádrové dřevo, které strom vyztužuje a podpírá, fyziologických procesů už se ale nezúčastní; pro účely zpracování nejcennější dřevo
- bělové dřevo obvykle světlejší barvy, jímž proudí voda a živiny od listů ke kořenům
- kambium (5), vrstva dělivých buněk, kde všechny buňky vznikají
- felogén (7)
- lýko (8), jímž prochází voda od kořenů k listům; pokud se po celém obvodu kmene přeruší, strom zahyne
- borka (9), svrchní vrstva odumřelého dřeva, která živý kmen do jisté míry chrání.

Na radiálním řezu jsou viditelné ještě dřeňové paprsky (3 a 4), které zprostředkují přísun vody a živin mezi vrstvami xylému i felému (lýka). Primární vycházejí z jádra, sekundární začínají blíže k povrchu a vyplňují mezery mezi nimi, jak kmen roste do tloušťky
Kmen, větve i kořeny se jednak prodlužují (rostou do délky), jednak po celém povrchu rostou v radiálním směru. Nové buňky vznikají v kambiu, a to buď jako (daleko četnější) buňky xylému (směrem dovnitř), nebo jako buňky felogénu (směrem ven). Nové buňky xylému vznikají po celém povrchu kmene zhruba rovnoměrně, takže tvoří letokruhy (letorosty). V mírném i polárním pásmu, kde se střídá zima a léto, rostou nové buňky od května do července rychle, takže jsou zpravidla lehčí a světlejší („jarní dřevo“), kdežto na podzim (srpen až říjen) rostou pomalu a tvoří tvrdé a tmavší hranice letokruhů. V tropech jsou klimatické rozdíly menší, takže na tropických dřevech bývají letokruhy méně výrazné nebo vůbec chybí.
Letokruhy vznikají velmi pravidelně, rok co rok (resp. vegetační doba), takže z jejich počtu lze odečíst stáří stromu. Šíře letokruhů kromě toho odpovídá klimatu v daném roce, takže pro různé zeměpisné oblasti lze porovnáním letokruhů u různých stromů vytvořit přibližnou mapu klimatu v jednotlivých letech.

## Mikroskopická stavba dřeva
| Složení buněčných stěn u středoevropských jehličnatých a listnatých stromů |            |           |
| Látka                                                                      | jehličnaté | listnaté  |
| Celulóza                                                                   | 42–49 %    | 42–51 %   |
| Hemicelulóza                                                               | 24–30 %    | 27–40 %   |
| Lignin                                                                     | 25–30 %    | 18–24 %   |
| Přídavné látky                                                             | 2–9 %      | 1–10 %    |
| Minerální látky                                                            | 0,2–0,8 %  | 0,2–0,8 % |

Mikroskopickou stavbu dřeva tvoří buňky různých druhů, které postupně vznikají v dělivém pletivu (meristému), vrstvě dělivých buněk pod kůrou. V mírném pásmu, kde se klimatické podmínky v průběhu roku výrazně mění, se podle toho střídají buňky jarní s tenčími stěnami a buňky podzimní se silnějšími stěnami. Tak vzniká u některých dřevin charakteristická kresba letokruhů. Směrem od meristému ke středu tvoří dřevo tři vrstvy, totiž běl, zralé dřevo a jádro, a strukturuje se ve třech směrech - rovnoběžném s podélnou osou kmene (axiálním), ve směru dřeňových paprsků (radiálním) a kolmém k dřeňovým paprskům (tangenciálním). Na suché dřevnaté tkáni se podílí uhlík 50 %, kyslík 43 %, vodík 6 % a 1 % tvoří dusík a další prvky.

### Funkce dřevních buněk
Podle funkcí, které buňky plní , se dělí do tří typů:
- vyživovací, vodivé a zásobní (parenchymatické)
- vyztužovací (sklerenchymatické)
- vodivé cévy: pravé cévy (tracheje) a cévice (tracheidy).

## Základní druhy dřevin
Z hlediska zastoupení jednotlivých typů buněk ve dřevě i z hlediska složitosti mikroskopické (anatomické) stavby se dřeviny dělí na jehličnaté a listnaté.

### Jehličnaté dřeviny
Dřevo většiny jehličnanů se řadí mezi měkká dřeva, i když například dřevo tisu je tvrdší než většiny listnáčů. Jehličnany jsou vývojově starší a anatomická stavba jehličnatého dřeva je jednodušší než stavba dřeva z listnáčů. Převládajícím buněčným elementem jehličnanů jsou cévice (tracheidy). Zbývající část dřeva tvoří parenchymatické buňky.

### Listnaté dřeviny
Dřevo většiny listnáčů se řadí mezi tvrdá dřeva, i když například balsa je jedním z nejměkčích dřev vůbec. Dřevo listnáčů je tvořeno větším počtem druhů specializovaných buněk:
- vodivé a zásobní buňky (parenchymatické)
- vyztužující (sklerenchymatická) libriformní vlákna
- pravé cévy (tracheje), vyztužující a vodivé cévice (tracheidy).